# Bradycellus frosti
Bradycellus frosti är en skalbaggsart som beskrevs av Henry Clinton Fall. Bradycellus frosti ingår i släktet Bradycellus och familjen jordlöpare. Inga underarter finns listade i Catalogue of Life.